# RELL2
RELL2 (англ. RELT like 2) – білок, який кодується однойменним геном, розташованим у людей на 5-й хромосомі. Довжина поліпептидного ланцюга білка становить 303 амінокислот, а молекулярна маса — 32 405.
| 10         |  | 20         |  | 30         |  | 40         |  | 50         |
| ---------- |  | ---------- |  | ---------- |  | ---------- |  | ---------- |
| MSEPQPDLEP |  | PQHGLYMLFL |  | LVLVFFLMGL |  | VGFMICHVLK |  | KKGYRCRTSR |
| GSEPDDAQLQ |  | PPEDDDMNED |  | TVERIVRCII |  | QNEANAEALK |  | EMLGDSEGEG |
| TVQLSSVDAT |  | SSLQDGAPSH |  | HHTVHLGSAA |  | PCLHCSRSKR |  | PPLVRQGRSK |
| EGKSRPRTGE |  | TTVFSVGRFR |  | VTHIEKRYGL |  | HEHRDGSPTD |  | RSWGSGGGQD |
| PGGGQGSGGG |  | QPKAGMPAME |  | RLPPERPQPQ |  | VLASPPVQNG |  | GLRDSSLTPR |
| ALEGNPRASA |  | EPTLRAGGRG |  | PSPGLPTQEA |  | NGQPSKPDTS |  | DHQVSLPQGA |
| GSM        |  |            |  |            |  |            |  |            |

A: Аланін

C: Цистеїн

D: Аспарагінова кислота

E: Глутамінова кислота

F: Фенілаланін

G: Гліцин

H: Гістидин

I: Ізолейцин

K: Лізин

L: Лейцин

M: Метіонін

N: Аспарагін

P: Пролін

Q: Глутамін

R: Аргінін

S: Серин

T: Треонін

V: Валін

W: Триптофан

Кодований геном білок за функцією належить до фосфопротеїнів. 
Локалізований у клітинній мембрані, мембрані.